# رونالد سالاي
رونالد سالاي (بالمجرية: Sallai Roland)‏ (22 مايو 1997 ببودابست في المجر - ) هو لاعب كرة قدم مجري في مركز الهجوم. شارك مع منتخب المجر تحت 17 سنة لكرة القدم ومنتخب المجر تحت 19 سنة لكرة القدم ومنتخب المجر تحت 21 سنة لكرة القدم. أما مع النوادي، فقد لعب مع بوشكاش أكاديميا.

## مسيرته الكروية
لعب رونالد سالاي خلال مسيرته الاحترافية مع 4 أندية في سبعة مواسم وسجل خلالها 17 هدفًا ضمن 129 مباراة. ولم يفز بأي موسم بالكأس وفاز في موسم واحد بالدوري.
خاض رونالد سالاي مسيرته مع بوشكاش أكاديميا في موسم 2014–15 واستمر معه طيلة ثلاثة مواسم، مشاركًا في 48 مباراة سجل خلالها 3 أهداف. ثم انتقل إلى نادي باليرمو في موسم 2016–17 لمدة موسم واحد، حيث شارك في 21 مباراة سجل خلالها هدفًا واحدًا. لينتقل بعدها إلى نادي أبويل في موسم 2017–18 لمدة موسم واحد، مشاركًا في 29 مباراة سجل خلالها 9 أهداف. ثم انتقل إلى نادي فرايبورغ في موسم 2018–19 ولمدة موسمين، مشاركًا في 31 مباراة سجل خلالها 4 أهداف.

## روابط خارجية
- رونالد سالاي على موقع الاتحاد الدولي (مؤرشف)  (الإنجليزية)
- رونالد سالاي على موقع الاتحاد الأوربي (الإنجليزية)
- رونالد سالاي على موقع اتحاد تركيا (لاعب) (الإنجليزية)
- رونالد سالاي على موقع قاعدة بيانات كرة القدم.إي يو (الإنجليزية)
- رونالد سالاي على موقع ناشيونال فوتبول تيمز (الإنجليزية)
- رونالد سالاي على موقع Soccerway.com (الإنجليزية)
- رونالد سالاي على موقع عالم كرة القدم.نت (الإنجليزية)
- رونالد سالاي على موقع AS.com (الإسبانية)